# أندرو توتي
أندرو ويليام توتي (بالإنجليزية: Andrew William Tutte)‏ (مواليد 21 سبتمبر 1990 في مرزيسايد، إنجلترا - ) هو لاعب كرة قدم إنجليزي في مركز الوسط. شارك مع منتخب إنجلترا تحت 19 سنة لكرة القدم ومنتخب إنجلترا تحت 20 سنة لكرة القدم. أما مع النوادي، فقد لعب مع شروزبري تاون ومانشستر سيتي ونادي بوري ويوفل تاون ونادي روتشديل.

## وصلات خارجية
- أندرو توتي على موقع قاعدة بيانات كرة القدم.إي يو (الإنجليزية)
- أندرو توتي على موقع Soccerbase.com (لاعب) (الإنجليزية)
- أندرو توتي على موقع Soccerway.com (الإنجليزية)
- أندرو توتي على موقع عالم كرة القدم.نت (الإنجليزية)